# Chalcodryidae
Chalcodryidae je čeleď brouků žijících na Novém Zélandu.

## Taxonomie
- - rod Chalcodrya Redtenbacher, 1868
    - druh Chalcodrya hilaris
    - druh Chalcodrya variegata Redtenbacher, 1868

  - rod Onysius Broun, 1886
    - druh Onysius anomalus Broun

  - rod Philpottia Broun, 1915
    - druh Philpottia maculatus Broun
    - druh Philpottia mollis Broun